# بوگدان لوبونت
بوگدان یونوت لوبونت (رومانیایی: Bogdan Ionuț Lobonț؛ زاده ۱۸ ژانویهٔ ۱۹۷۸) بازیکن فوتبال پیشین اهل رومانی است.
وی همچنین در تیم ملی فوتبال رومانی بازی کرده‌است.

## افتخارات

### باشگاهی
راپید بخارست
- لیگ دسته اول فوتبال رومانی: ۹۹–۱۹۹۸
- جام حذفی فوتبال رومانی: ۹۸–۱۹۹۷
- سوپر جام فوتبال رومانی: ۱۹۹۹

آژاکس
- لیگ برتر فوتبال هلند: ۰۴–۲۰۰۳

دینامو بخارست
- لیگ دسته اول فوتبال رومانی: ۰۲–۲۰۰۱، ۰۷–۲۰۰۶